# فرانك تشيرشل
فرانك تشيرشل (بالإنجليزية: Frank Churchill)‏ هو ملحن وعازف بيانو أمريكي، ولد في 20 أكتوبر 1901 في Rumford, Maine ‏ في الولايات المتحدة، وتوفي في 14 مايو 1942 في Castaic, California ‏ في الولايات المتحدة.

## وصلات خارجية
- فرانك تشيرشل على موقع IMDb (الإنجليزية)
- فرانك تشيرشل على موقع الموسوعة البريطانية (الإنجليزية)
- فرانك تشيرشل على موقع ميوزك برينز (الإنجليزية)
- فرانك تشيرشل على موقع قاعدة بيانات برودواي على الإنترنت (الإنجليزية)
- فرانك تشيرشل على موقع ديسكوغز (الإنجليزية)
- فرانك تشيرشل على موقع قاعدة بيانات الفيلم (الإنجليزية)